# Novo Estádio de Tarragona
O Novo Estádio de Tarragona (em catalão: Nou Estadi de Tarragona) é um estádio de futebol localizado na cidade de Tarragona, na Espanha. Inaugurado em 2 de fevereiro de 1972, é a casa onde o Club Gimnàstic de Tarragona manda seus jogos oficiais por competições nacionais. Além disso, o estádio foi sede das cerimônias de abertura e encerramento, bem como das competições de futebol masculino e feminino dos Jogos do Mediterrâneo de 2018. Sua capacidade máxima é de 12 000 espectadores.